# 德累斯頓鎮區 (堪薩斯州第開特縣)
德累斯頓鎮區（英語：Dresden Township）為美國堪薩斯州第開特縣轄下的鎮區。2010年美国人口普查中此鎮區人口有112人。

## 地理
德累斯頓鎮區涵蓋總面積為92.4平方（35.68平方英里），其中陸地面積為92.4平方（35.68平方英里），水域面積為0平方（0.00平方英里）或0.00%。海拔高度821（2,694英尺）。

## 人口統計
根據2010年美國人口普查，德累斯頓鎮區人口有112人，其中男性有60人，女性有52人，人口密度為每平方公里1.21人，住房計77戶。鎮區內的白人有112人，非裔美國人有0人，美洲原住民有0人，亞裔美國人有0人，太平洋島裔美國人有0人，其他種族有0人，混血種族則有0人。此外鎮區內有0人為西班牙裔或拉丁裔美國人。此鎮區之年齡中位數為51.9歲，而男性年齡中位數為51.8歲，女性年齡中位數為52.5歲。

## 交通

### 主要公路
- 9號堪薩斯州州道
- 123號堪薩斯州州道
- 223號堪薩斯州州道
- 383號堪薩斯州州道